# The Express Tribune
The Express Tribune è un quotidiano in lingua inglese con sede in Pakistan, principale pubblicazione del gruppo media Lakson Group e unico quotidiano del Pakistan a vantare un partenariato coll'International New York Times, l'edizione globale del New York Times.
Con quartier generale a Karācī, la rivista ha uffici anche a Lahaur, Islamabad e Peshawar.

## Storia
Fu lanciato il 12 aprile 2010 in formato lenzuolo, con un design distintivo rispetto ai tradizionali giornali pachistani.
La linea editoriale è vicina al liberalismo sociale; i suoi lettori afferiscono generalmente alla sinistra dominante dell'opinione politica e sociale pachistana. Tra i principali argomenti trattati vi sono la politica, gli affari internazionali, l'economia, gl'investimenti, lo sport e la cultura. La domenica pubblica una rivista titolata Express Tribune Magazine, che tratta di società, cura interviste e offre un supplemento di quattro pagine con ricette, recensioni, consigli di viaggio, blog e notizie tecnologiche. Nel 2012 vantava il più ampio numero di lettori online del paese a livello locale e internazionale.

## Gruppo media Express
The Express Tribune collabora con altre testate del gruppo editoriale Express, tra cui il quotidiano in lingua urdu Daily Express . Dispone di un canale di notizie in urdu attivo 24 ore su 24, Express News, e da un canale d'intrattenimento in urdu, Express Entertainment. Contiene un supplemento tecnologico titolato '@internet'. In passato, trasmetteva un canale di notizie in lingua inglese chiamato Express 24/7, poi dismesso.
La missione dichiarata del giornale è «difendere i valori liberali e le tradizioni egalitarie in cui crediamo e che meritano di essere sostenuti in una scrittura che sia tanto informativa quanto acuta».
L'editore di The Express Tribune, Bilal Ali Lakhani, è figlio di Sultan Ali Lakhani. Il primo caporedattore, Muhammad Ziauddin, aveva precedentemente lavorato in Dawn. Il primo direttore, Kamal Siddiqi, veniva invece da The News. Nel 2024, il direttore esecutivo di The Express Tribune è Fahd Hussain mentre Naveed Hussain è il suo editore; il marketing digitale è affidato a Jaleed Wasi.
Il consulente editoriale è Abul Hasanat, in precedenza caporedattore della rivista Dawn. Il curatore degli editoriali op-ed è Omar R. Quraishi, in precedenza collaboratore di Dawn. Il fotografo Athar Khan aveva già lavorato per The News Karachi.

## Editorialisti
Tra i più importanti editorialisti dell'Express Tribune figurano il giornalista investigativo Naveed Ahmad, l'ex ministro delle finanze ad interim Shahid Javed Burki, l'editore dell'Express Tribune M. Bilal Lakhani, l'ambasciatore in pensione ed ex segretario degl'Interni Rustam Shah Mohmand, il tenente generale in pensione ed ex segretario federale Talat Masood, l'ex direttore generale di Gulf News Anwer Mooraj, il docente di urdu e professore all'Università di Chicago C. M. Naim, il direttore esecutivo di Amnesty International (India) Aakar Patel, il giornalista e accademico americano Faisal Kutty, il generale di brigata in pensione Shaukat Qadir, l'ex direttore esecutivo dell'Express Tribune M. Ziauddin e il caporedattore degli esteri Robin Fernandez. Shahid Mahmood è tra i vignettisti politici del giornale. Il giornale mantiene collaborazioni anche con giornalisti indipendenti e accetta anche post di blog.

## Accesso
L'Express Tribune è disponibile online come e-paper e tramite un portale web con notizie e blog. L'edizione cartacea è acquistabile porta a porta, tramite abbonamento o in edicola. L'edizione cartacea comprende una copia dell'edizione asiatica dell'International Herald Tribune, distribuita sei giorni la settimana.
L'Express Tribune sostiene The Citizens Foundation (TCF), un'organizzazione locale senza scopo di lucro che garantisce l'istruzione ai bimbi bisognosi; all'associazione è devoluto in beneficienza fino al 30 percento dei profitti derivanti dagli abbonamenti.

## Attacco terroristico e autocensura
Il 2 dicembre 2013, gli uffici dell'Express Media Group furono bersaglio di un attacco terroristico in cui rimasero uccisi tre dipendenti. Il politico pachistano Altaf Hussain, nel condannare l'attacco, ha affermato ch'è dovere del governo garantire la sicurezza della popolazione. Il TTP si assunse poi la responsabilità degli attacchi e dichiarò che la ragione dell'attacco era la linea editoriale, tacciata di propaganda contro il loro gruppo militante.
Nel marzo 2014, un articolo del New York Times che discuteva le informazioni note ai funzionari pachistani riguardo alla presenza di Osama bin Laden nel Paese subì la censura dalla prima pagina dell'International New York Times in Pakistan dal distributore locale, The Express Tribune..
Nel 2016 un tribunale cinese accettò di esaminare un caso riguardante la questione del matrimonio tra persone dello stesso sesso, ricevendo una notevole copertura mediatica. Tuttavia, nella versione pachistana dell'International New York Times curata da The Express Tribune, l'immagine che corredava la notizia fu oggetto di censura: venne rimpiazzata sulla prima pagina del giornale da uno spazio vuoto. In relazione all'acccaduto, l'editorialista del Daily Times Farman Nawaz sollevò perplessità sulla qualità del giornalismo pachistano.